# 古典電子半径
古典電子半径（こてんでんしはんけい、英: classical electron radius）とは、ローレンツの電子論（ローレンツのでんしろん、英: Lorentz's theory of electron）の中で論じられる古典的な電子の半径の事で、CODATAから発表される物理定数の1つである。その値は
{\displaystyle {\begin{aligned}r_{\text{e}}&={\frac {e^{2}}{4\pi \varepsilon _{0}m_{\text{e}}c^{2}}}\\&=2.817~940~3205(13)\times 10^{-15}\ {\text{m}}\end{aligned}}}
と与えられる（2022 CODATA推奨値）。ここで e は電気素量、c は真空中の光速、me は電子の質量、ε0 は真空の誘電率である。

## ローレンツの電子論
現在では電子について空間的な広がりの無い点電荷と見なして種々の物理現象を論じるが、1895年頃ヘンドリック・ローレンツによって提唱され、その後10年間以上にわたって論じられた古典的な電子論では、電子を表面上に一様に負の電荷を帯びた球体と見なして論じ、その時の球の半径を電子の半径としたので、現在ではこの値が古典電子半径と呼ばれている。

### 歴史的背景
- 1833年 - マイケル・ファラデーが、電気分解によって析出する物質の量がある一定の電気量に比例すると言う、いわゆるファラデーの法則を発見した。
- 1874年 - G. J. ストーニーが、物質1グラム原子（単体1モル）に含まれる原子数がある一定の値（アボガドロ定数 NA ）を取ると言うアボガドロの法則と前述のファラデーの法則とを考え合わせ、電気には素量が存在する事と、これを運ぶ粒子が存在する事とを予想し、電子と命名した。
- 1897年 - J. J. トムソンが、陰極から陽極へ向かう粒子線の静電界及び静磁界の中での曲がりを測定し、その粒子の比電荷 e/me を求める事で電子の存在を確認した。
- 1906年 - ロバート・ミリカンが、1916年まで約10年間にわたって行なった自身の油滴実験によって、電気素量 e の存在とその値の精密な測定に成功し、それから電子の質量 me の値も知られる様になった。

以上の様な歴史的背景の中で、ローレンツは1895年頃に自身の電子論について提唱し、今もローレンツの電子論としてその名を残している。

### 電子の半径
ローレンツの電子論では、物質を電子と正の荷電粒子（陽子に相当する）とからなる集合体と見なし、物質の熱的・光学的・電磁気的その他の諸性質を古典力学と古典電磁気学とを適用して論じていた。この理論の中で、電子は表面上に一様に荷電分布した帯電球と見なされ、その静止エネルギーと静電エネルギーとが等しいとして考察した際に、数式の中に出て来る球の半径が電子の半径として捉えられた。
電荷 q で半径 r の荷電粒子の静電エネルギーはクーロン定数を用いて
{\displaystyle E={\frac {1}{4\pi \varepsilon _{0}}}{\frac {q^{2}}{r}}}
で与えられるので、電子の電荷を e、半径を re とおくと、電子の静電エネルギーは
{\displaystyle E={\frac {1}{4\pi \varepsilon _{0}}}{\frac {e^{2}}{r_{\text{e}}}}}
となる。この静電エネルギーが静止エネルギー
{\displaystyle E_{0}=m_{\text{e}}c^{2}}
と等しくなるので、電子の半径 re は
{\displaystyle m_{\text{e}}c^{2}={\frac {1}{4\pi \varepsilon _{0}}}{\frac {e^{2}}{r_{\text{e}}}}}
{\displaystyle \therefore r_{\text{e}}={\frac {1}{4\pi \varepsilon _{0}}}{\frac {e^{2}}{m_{\text{e}}c^{2}}}}
となる。
また、真空の誘電率 ε0 の代わりに真空の透磁率 μ0 を用いると、古典電子半径 re は
{\displaystyle r_{\text{e}}={\frac {\mu _{0}e^{2}}{4\pi m_{\text{e}}}}}
と表す事も出来る。

## 他の物理定数との関連性
微細構造定数 α とリュードベリ定数 R∞ 及びボーア半径 a0 と電子のコンプトン波長 λe をそれぞれ
{\displaystyle \alpha ={\frac {e^{2}}{4\pi \varepsilon _{0}\hbar c}},~R_{\infty }={\frac {\alpha ^{2}m_{\text{e}}c}{2h}},~a_{0}={\frac {\alpha }{4\pi R_{\infty }}},~\lambda _{\text{e}}={\frac {h}{m_{\text{e}}c}}}
と定義すると、古典電子半径 re は
{\displaystyle r_{\text{e}}=\alpha ^{2}a_{0}={\frac {\alpha \lambda _{\text{e}}}{2\pi }}}
と簡略化して表記する事が可能となり、ボーア半径 a0 やコンプトン波長 λe（換算コンプトン波長 λe/2π ）と言った長さの次元を持つ他の物理定数と、微細構造定数 α を介して密接な関連を持つ事になる。ここで h はプランク定数、ħ はディラック定数である。
更に、電子による古典的な電磁波（光）の弾性散乱であるトムソン散乱についての散乱断面積 σe が
{\displaystyle \sigma _{\text{e}}={\frac {8\pi }{3}}{r_{\text{e}}}^{2}}
と表される様に、古典論に限定した範囲では電子について古典電子半径 re を用いて考察しても支障はない。